# Ivo Čakalić
Ivo Čakalić (Doljanovci, Kaptol, 19. ožujka 1889. – Doljanovci, 2. svibnja 1971.), hrvatski pučki pjesnik i sakupljač narodnog blaga, običaja i pjesama svojega rodnog kraja

## Životopis
Rodio se 19. ožujka 1889. godine u Doljanovcima, podpapučki dio Požeške kotline. U rodnom kraju proveo cijeli svoj život. Završio je Pučku školu i radio kao poljodjelac. Marno je zapisivao sve što je čuo od mladosti. Podatci Hrvatske akademije znanosti i umjetnosti kažu da Čakalićeva ostavština broji 18 rukopisa predanih toj nacionalnoj instituciji. Dio rukopisa spremljen je u Hrvatskom institutu za etnologiju i folkloristiku, dio u Požeškom gradskom muzeju, dio u Župnoj knjižnici u Kaptolu a dio u Muzeju Slavonije u Osijeku. Svoje je bilježnice pjesama ilustrirao vrlo profinjenim crtežima. Pisao je šokačkom ikavštinom svojega kraja. Naslikao je mnoge slike, izradio brojna raspela i kipove, makete rodne kuće i judske crkve. Bio je uvažen među suseljanima, svećenicima, redovnicima i inim intelektualcima. Umro je 2. svibnja 1971. u Doljanovcima.

## Nagrade i priznanja
Kaptol i njegova okolica Kulturno-umjetničkom društvu dali su ime po Čakaliću: KUD Ivo Čakalić, Kaptol.